# Smooth FM
A Smooth FM é uma estação de rádio portuguesa do grupo Bauer Media Audio Portugal. Criada em 2011, pelo antigo grupo MCR nasceu fruto da reestruturação das rádios deste grupo. A estação começou por emitir nos 103.0 MHz Barreiro (Grande Lisboa) e nos 92.8 MHz Figueiró dos Vinhos (região Centro), passando mais tarde a emitir também para a região metropolitana do Porto nos 89.5 MHz Matosinhos. Em 2013, a Smooth FM passou a servir também o Ribatejo através da frequência 97.7 Santarém e reforçou o sinal na região de Lisboa, transmitindo também em 96.6 Lisboa.
Em 2022 fica a pertencer ao grupo Bauer Media Audio de Portugal.

## Rádios digitais
A Smooth FM tem 6 emissões 24/7 através do seu site:
| Estação              | Descrição                                           |
| -------------------- | --------------------------------------------------- |
| Smooth FM Vocal Jazz | Rádio que se concentra na divulgação de jazz.       |
| Smooth FM Soul       | Rádio que se concentra na divulgação de soul.       |
| Smooth FM Blues      | Rádio que se concentra na divulgação de blues.      |
| Smooth FM Bossa Nova | Rádio que se concentra na divulgação de bossa nova. |
| Smooth FM Jazz       | Rádio que se concentra na divulgação de jazz.       |
| Smooth FM Cool       |                                                     |

## Frequências
A Smooth FM emite em FM Estéreo. Abaixo a lista de frequências:
- 89.5 MHz - Porto
- 92.8 MHz - Região Centro
- 97.7 MHz - Ribatejo
- 96.6 e 103.0 MHz - Lisboa

## Rubricas
- Jazz fora d'horas - apresentado por Gonçalo Câmara, de segunda a sexta às 8h e com repetição às 10h, 16h, 19h e 22h, sobre artista e história do jazz[4].
- Álbum da Semana - emitido de segunda a sexta feira, às 7h, 10h, 17h e 20h, sobre álbuns de jazz, com a transmissão de uma música por dia[5].
- Poema do Dia - apresentado por Gonçalo Câmara, de segunda a sexta no final da emissão, com a declamação de poemas[6].
- A Memória das Canções - apresentado por Sofia Morais à sexta-feira, às 9h, 18h e 21h sobre as histórias por trás de músicas clássicas americanas[7].
- Que Coisa São As Tardes? - apresentado por Gonçalo Câmara, com a apresentação de crónicas, textos e reflexões da sua autoria[8].
- Mixed Feelings - apresentado por Dora Isabel[9].

## Animadores da Estação
- Sofia Morais
- Dora Isabel